# Steißlingen
Steißlingen – miejscowość i gmina w Niemczech, w kraju związkowym Badenia-Wirtembergia, w rejencji Fryburg, w regionie Hochrhein-Bodensee, w powiecie Konstancja, wchodzi w skład wspólnoty administracyjnej Singen (Hohentwiel). Leży na północ od Stockach i Radolfzell am Bodensee.